# 阿贝拉多卢兹
阿贝拉多卢兹是巴西圣卡塔琳娜州的一个市镇。总面积955.368平方公里，总人口18909人，人口密度19.8人/平方公里。